# Nasinu
Nasinu is een stad in Fiji en is de hoofdplaats van de provincie Naitasiri in de divisie Central.
Nasinu telde in 2007 bij de volkstelling 86.770 inwoners.